# Велики четвртак
Велики четвртак је, по библијском предању, један од најзначајнијих дана у животу Исуса и његових ученика и уједно последњи дан Исусове слободе. Велики четвртак обележила су четири велика догађаја: свето прање ногу ученицима, тајна вечера, чудесна Исусова молитва и на крају његово издајство и хапшење.
Хронолошки, по Библији, ови догађаји су се одирали на следећи начин:
Пред празник Пасхе, у четвртак, Христос се са ученицима вратио у Јерусалим, где је на Велики четвртак била Тајна вечера. Тајна због тога што је на њој установљена  Света тајна причешћа. Исус је установио уз речи: „Узмите, једите; ово је тијело моје." и „Пијте из ње сви; Јер ово је крв моја Новога Завјета која се пролијева за многе ради отпуштења гријехова" (Мат. 26:26-28). Ове се речи могу чути на свакој светој литургији чији је централни део свето причешће и обележава га, баш као на тајној вечери, испијање вина и ломљење колача.
Такође је својим ученицима опрао ноге учећи их тако сопственим примером како треба да служе једни другима. Заповедио им је и да љубе једни друге: „Да љубите једни друге као што ја вас љубим“ (Јов. 15:12). Даље је отворено говорио о предстојећем страдању и свему што ће му се догодити. Исус као боголики човек или човек-бог, унапред је знао све догађаје који ће уследити и властито страдање је прихватио као нужност која се мора десити и којом се заокружује његова мисија на земљи.
Ту изговара и Првосвештеничку молитву у којој се помолио за своје ученике као и за све оне који због њихових речи буду поверовали.
Те ноћи Христа су се одрекла два његова ученика: Јуда Искариотски и Симон Петар а један од њих, Јуда, га је издао, односно, модерним жаргоном речено, директно учествовао у његовом хапшењу од стране власти Рима. Христос је пред свима рекао: „Заиста вам кажем, један од вас издаће ме“ (Мат.26:21).  "А Јуда издајник његов одговарајући рече: Да нисам ја учитељу?  Рече му (Исус): "Ти каза“ (Мат. 26:25). "Рече му Петар: Нећу те се одрећи макар морао и умријети с тобом“ (Мат. 26:35). Треба рећи да је Јуда још на Велику Среду отишао код јеврејских првосвештеника и рекао: „Шта ћете ми дати и ја ћу вам га издати? А они му положише тридесет сребрњака“ (Мат. 26:15) чиме је у ствари већ дан пре издао Исуса. Због сећања на ово издајство средом се пости.
Потом Исус одлази у Гетсимански врт, где се знајући за сва страдања која му предстоје моли Оцу своме: „Авај, Оче, све је могуће теби; пронеси ову чашу мимо мене; али опет не како ја хоћу него како ти“ (Мар.14:36). Јуда је знао за поменути врт, јер се Исус ту често окупљао са својим ученицима, и ту је дошао са слугама првосвештеника и фарисеја. Исуса им је показао целивајући га јер им беше рекао: „Кога пољубим, тај је“ (Лука 22:47), Исус га је упитао „Јудо, зар цјеливом издајеш сина човјечијега?"(Лука 22:48). Јуда није ништа одговорио.  Тако су Исуса одвели пред првосвештеника да му суди.
Те ноћи, ученици су били као стадо без пастира, изгубљени и очајни. Тада је Петар, који је бескрајно волео Христа, поклекао и три пута га се од вечери до зоре одрекао. Питали су га да ли је он један од ученика и да ли је био са Исусом. Петар је одговорио да не зна ко је он и да га не познаје. Кад је трећи пут изустио да није, запевао је петао. Петар се тада сетио речи Исусових да ће га се и он три пута одрећи пре него што запева петао. Петар је схватио колики је његов пад, покајао се из дубине душе и плакао је горким, чемерним сузама, молећи опроштај.
Јуда је, са друге стране, схватио да је то што је урадио ужасно. Дошао је у храм и бацио новац, рекавши да је издао крв невину, али његово окорело срце није било спремно на покајање. Није могао да се покаје и моли за опроштај, зато се у очајању обесио и тако је додао себи и неопростиви
грех самоубиства. И тако је за разлику од Петра (који је постао један од највећих апостола) остао запамћен само као издајник .
Првосвештеници нису хтели да новац који је Јуда бацио ставе у благајну храма. За тај новац је купљена њива да буде место на којем ће се сахрањивати странци. Њиву су прозвали "Крвна њива", зато што је за крвави новац купљена.
Зора следећег дана није најављивала ништа добро, био је то дан Христовог коначног страдања и највећих мука - Велики петак.

### Обичаји
Према Вуковом "Рјечнику", в. ч. је "ратарски пир", тј. слава. У Троноши се први пут пали "орачка свећа" тј ратарска свећа.